# Ansonica Costa dell’Argentario
Ansonica Costa dell’Argentario ist ein italienischer Weißwein, der in der Provinz Grosseto in der südlichen Toskana erzeugt wird. Seit 1995 besitzt der Weine eine „kontrollierte Herkunftsbezeichnung“ (Denominazione di origine controllata – DOC), die zuletzt am 7. März 2014 aktualisiert wurde.

## Erzeugung
Der Wein muss zu mindestens 85 % aus der Rebsorte Ansonica bestehen. Höchstens 15 % andere weiße Rebsorten, die für den Anbau in der Region Toskana zugelassen sind, dürfen zugesetzt werden.

## Anbau
Anbau und Vinifikation sind nur in Gemeinden und auf Inseln der südlichen Provinz Grosseto gestattet: Manciano, Orbetello und Capalbio sowie in den Gemeinden der gleichnamigen Inseln Giglio und Monte Argentario.

## Beschreibung
- Farbe: mehr oder weniger intensives strohgelb
- Geruch: trocken, weich, lebendig und harmonisch
- Geschmack: zart, voll, warm, süß
- Alkoholgehalt: mindestens 11,5 Vol.-%
- Säuregehalt: mind. 4,5 g/l
- Trockenextrakt: mind. 15,0 g/l[1]